# Heliao
Heliao (kinesiska: 和寮) är en köping i sydöstra Kina. Den ligger i Lianjiang i staden Zhanjiang i provinsen Guangdong, omkring 350 kilometer sydväst om provinshuvudstaden Guangzhou. Antalet invånare är 33 911. Befolkningen består av 16 162 kvinnor och 17 749 män. Barn under 15 år utgör 34 %, vuxna 15-64 år 54 %, och äldre över 65 år 11,0 %.